# Ókomin forneskjan
Ókomin forneskjan ist das vierte Musikalbum der isländischen Progressive-Rock-Band Þursaflokkurinn, das aus unveröffentlichten Aufnahmen (Demos, Liveaufnahmen und unveröffentlichte voll arrangierte Stücke) aus der gesamten Schaffensperiode der Band besteht.

## Überblick
Musikalisch ist diese Kompilation sehr vielfältig, da zu jedem Album einige unveröffentlichte Stücke gefunden wurden.
Im ursprünglichen Sinne ist Ókomin forneskjan nur eine Sammlung von 1983 und 1984 aufgenommenen Stücken, die ein fünftes Album der Band hätten werden sollen. Dieser Plan wurde aber dann verworfen, sodass die Aufnahmen bis Februar 2008 unveröffentlicht blieben. Musikalisch lassen sich diese wieder eher in die Genres des Artrocks und Postrocks eingliedern. Beim Titelsong Ókomin forneskjan ist zumindest bis auf Karl Sighvattson (Hammondorganist von Ende 1978 bis Ende 1980) wieder die komplette Band zu hören.
Als Bonus-Songs befinden sich auf dem Album zahlreiche Liveversionen von unveröffentlichten und veröffentlichten Alben der Band, vom folkigen Svífur uppá silfurhimni aus 1978 über das New-Wave-Stück Anarkí bis zum 1979 für das finnische Radio aufgenommene Canterbury-Jazz-Stück Frá Vesturheimi von Þursabit mit Lárus Grímsson als Gasthammondorganist oder dem rockigen Gegnum holt og hæðir vom vierten Album, anlässlich des Todes von Karl Sighvattson 1991 bei dem Gedenkfestival seiner gespielt.

## Veröffentlichungen
Das Album ist Teil des im Februar 2008 erschienenen Mini-Vinyl-CD-Jubiläumsboxsets Þursar und ist bisher nur innerhalb dieser Box erhältlich.

## Die Trackliste
- Okomin forneskjan (1983–1984)

1. Ókomin forneskjan   (5:05)
2. Of stórt...    (3:04)
3. Fjandsamleg návist III   (4:04)
4. Súpu a la carte   (6:04)
5. Hverju á að trúa - Arab?   (2:41)

- Bonustracks (1978–1991)
  - 1981 live:

1. Sérfræðingar segja   (4:04)
2. Harley Davidson   (5:46)
3. Anarkí   (3:53)

- - 1978 live:

1. Svífur uppi á silfurhimni   (5:27)
2. Lísu-blús   (6:01)

- - 1980 Demos:

1. Sveinninn er samningi bundinn   (2:40)
2. Fram allir vöðvar   (2:00)
3. Sálmur fyrir gullauga (Gegnum holt og hæðir)   (3:46)

- - sonstiges Live-Material:

1. Gegnum holt og hæðir (1991)   (4:12)
2. Frá Vesturheimi (1979)   (7:49)
3. Þögull eins og meirihlutinn (Í Speglinum) (1982)   (3:25)